# Корсунка (Каховський район)
Ко́рсунка — село в Україні, у Новокаховській міській громаді Каховського району Херсонської області. Село Корсунка на ТОТ Херсонщини – повністю зруйноване.
У селі був Корсунський монастир. 
24 лютого 2022 року село тимчасово окуповане російськими військами під час російсько-української війни.